# Tecuci
Tecuci é uma cidade da Roménia, no judeţ (distrito) de Galaţi com 42.012 habitantes.